# Giro delle Alpi Apuane 1957
Il Giro delle Alpi Apuane 1957, quattordicesima edizione della corsa, si svolse il 6 ottobre 1957 su un percorso di 230 km, con partenza e arrivo a Marina di Massa, in Italia. La vittoria fu appannaggio dell'italiano Armando Pellegrini, che completò il percorso in 6h43'00", alla media di 34,243 km/h, precedendo i connazionali Giuseppe Fallarini e Alberto Negro. 

## Ordine d'arrivo (Top 10)
| Pos. | Corridore          | Squadra              | Tempo    |
| ---- | ------------------ | -------------------- | -------- |
| 1    | Armando Pellegrini | Faema-Guerra         | 6h43'00" |
| 2    | Giuseppe Fallarini | Asborno-Fréjus       | s.t.     |
| 3    | Alberto Negro      | Asborno-Fréjus       | s.t.     |
| 4    | Dino Bruni         | Bianchi-Pirelli      | a 6'28"  |
| 5    | Vincenzo Rossello  | Asborno-Fréjus       | s.t.     |
| 6    | Idrio Bui          | -                    | s.t.     |
| 7    | Giuseppe Dante     | San Pellegrino Sport | s.t.     |
| 8    | Giuseppe Barale    | San Pellegrino Sport | a 7'25"  |
| 9    | Bruno Umidio       | Ignis-Doniselli      | a 7'45"  |
| 10   | Adriano Zamboni    | Torpado              | a 9'45"  |